# Macoma subrosea
Macoma subrosea är en musselart. Macoma subrosea ingår i släktet Macoma och familjen Tellinidae. Inga underarter finns listade i Catalogue of Life.